# Germanwatch
Germanwatch is een vereniging zonder winstoogmerk die zich richt op  ontwikkelingssamenwerking en milieubescherming. Germanwatch is opgericht in 1991 en heeft zijn hoofdkantoor in Bonn en een kantoor in Berlijn.
De vereniging richt zich op de politici en marktpartijen van de landen van het rijke noorden en streeft naar een betere en rechtvaardiger toekomst voor de mensen van het arme zuiden.

## Werkwijzen en werkvelden
De vereniging voert lobby, campagnes, public relations, verzorgt educatie en fungeert als een denktank. De nadruk ligt op het voeren van een dialoog met de politiek en het bedrijfsleven. Ook het informeren en mobiliseren van de burgermaatschappij krijgt veel aandacht. De basis van het werk vormen wetenschappelijke analyses en informatie die is verkregen van 
ontwikkelings- en milieuorganisaties, politici en het bedrijfsleven.
Belangrijke thema's zijn klimaatbeleid, wereldvoedselvoorziening, landgebruik, wereldhandel, maatschappelijk verantwoord ondernemen en onderwijs voor duurzame ontwikkeling. In toenemende mate wordt met zusterorganisaties in andere landen samengewerkt.

## Structuur
De vereniging heeft ruim 700 leden. De vereniging wordt voornamelijk gefinancierd door projectgelden van overheden en particuliere donateurs, door lidmaatschapsgelden, donaties en subsidie van de 
nauw verwante Foundation for Future Ability. Het bestuur bestaat uit minimaal twee en maximaal negen personen dat om de twee jaar gekozen wordt door de Algemene Vergadering. Naast een directie zijn er ongeveer 50 medewerkers kan de organisatie rekenen op de inzet van vrijwilligers.